# Euastacus robertsi
Euastacus robertsi é uma espécie de crustáceo da família Parastacidae.
É endémica da Austrália.